# Гутьеррес Аларкон, Сервуло
Сервуло Гутьеррес Аларкон (исп. Sérvulo Gutiérrez Alarcón; 5 августа 1914, Ика — 21 июля 1961, Лима) — перуанский художник-экспрессионист, спортсмен.

## Биография
Родился в многодетной семье. Имел 16 братьев и сестёр. Члены семьи традиционно занимались ремёслами и художественной реставрацией.
Был самоучкой. С раннего возраста работал на различных профессиях, был официантом, разнорабочим на строительстве и др.
Занимался боксом, стал чемпионом страны в легчайшем весе. Включенный в сборную команду Перу по боксу, участвовал в чемпионате Южной Америки, проходившем в Кордове, Аргентина, где занял второе место в своей категории.
Увлечённый живописью и желая совершенствовать свои знания, остался в Буэнос-Айресе и несколько лет работал и учился у Эмилио Петторути. Затем отправился в Париж (1938—1940), где изучал живопись и скульптуру. После начала Второй мировой войны вернулся в Буэнос-Айрес. В конце 1940 года вернулся в Лиму, где стал одним из активных деятелей богемы столицы 1950-х годов.

## Творчество
Как художник, отвергал академические принципы. Вначале его картины характеризовались широким использованием цветов и тщательно очерченными линиями. Позже в своих работах начал больше использовать синие, фиолетовые и красные оттенки, сопровождаемым густыми черными штрихами.